# 李春蓁
李春蓁（？年—1644年），号郁林，直隶永年縣人。明朝政治人物。

## 生平
天啓四年（1624年）中举，崇祯四年（1631年）辛未科進士。都察院观政，授武昌府推官，六年任本省同考官，八年大计，以政绩卓异，十年行取入京，十一年钦授湖广道御史，本年巡青，又巡按湖广，十二年巡视節慎庫、西城、巡按山东，十三年回籍。崇祯十七年甲申之变时，李自成軍欲将他带走，遂自缢而死。

## 家族
父李杜，万历甲戌进士，官至陕西按察使。